# Cyrtopodium flavum
Cyrtopodium flavum är en orkidéart som först beskrevs av Christian Gottfried Daniel Nees von Esenbeck, och fick sitt nu gällande namn av Heinrich Friedrich Link, Christoph Friedrich Otto och Heinrich Gottlieb Ludwig Reichenbach. Cyrtopodium flavum ingår i släktet Cyrtopodium, och familjen orkidéer. Inga underarter finns listade i Catalogue of Life.